# Свиневиден елен
Свиневидният елен (Axis porcinus, син. Hyelaphus porcinus), наричан също свински елен, е дребен вид елен, висок едва 60-75 cm с дължина на тялото 105-115 cm. Видът е застрашен от изчезване.

## Етимология
Видовото име (от латински: porcus – свиня) се дължи на специфичния, подобен на свиня, начин, по който животното тича през горите – като свежда глава и се навежда под препятствията, вместо да ги прескача, както останалите елени.

## Подвидове и разпространение
Има 2 подвида свиневидни елени, като същинският (Axis p. porcinus) се среща от Пакистан, през Северна Индия до Мианмар, а индокитайският (Axis p. annamaticus) обитава Индокитай.
Бавеанските (Axis kuhlii) и каламианските елени (Axis calamianensis) по-рано са считани за подвидове свиневидни елени. Първите се срещат само на остров Бавеан в Индонезия, а вторите на групата острови Каламиан (Филипините). И двата вида са застрашени от изчезване (вписани в Червения списък на световнозастрашените видове на IUCN).

## Начин на живот
Обитава покрайнините на гори, крайбрежия на реки и блата. Денем обикновено прекарва скрит в гъстата растителност, а излиза да пасе на открито рано сутрин и привечер. Когато надуши опасност надава писък или предупредително излайване и бяга с вирната бяла опашка, търсейки прикритие в гъсталаците. С набитото си, мускулесто тяло, с къси крака, той бяга, като свежда глава и гледа да се шмугне някъде, вместо да прескача препятствията на пътя си, както постъпват останалите видове елени. 
Свиневидният елен живее самостоятелно, но през размножителния сезон (септември-декември) се срещат двойки и рядко - малки стада. За разлика от  мъжките от повечето видове елени, тези не надават рев и не образуват хареми. Само те имат рога - с 3 разклонения и дължина до 60 cm. Ревностно защитават териториите си и битките им през размножителния период са много ожесточени.